# (4623) Obraztsova
(4623) Obraztsova est un astéroïde de la ceinture principale.

## Description
(4623) Obraztsova est un astéroïde de la ceinture principale. Il fut découvert le 24 octobre 1981 à Nauchnyj par Lioudmila Tchernykh. Il présente une orbite caractérisée par un demi-grand axe de 2,85 UA, une excentricité de 0,08 et une inclinaison de 1,7° par rapport à l'écliptique.

## Compléments